# (18676) Zdeňkaplavcová
18676 Zdenkaplavcova (1998 FE73) – planetoida z grupy pasa głównego asteroid okrążająca Słońce w ciągu 4,22 lat w średniej odległości 2,61 j.a. Odkryta 30 marca 1998 roku.